# Hagen, Annelund och Ljunglid
Hagen, Annelund och Ljunglid var en av SCB avgränsad och namnsatt småort i Marks kommun (av SCB tidigare benämnd Stämmemad). Den omfattade bebyggelse i de tre sammanväxta byarna i Kinna socken belägen söder om gården Stämmemad och väster om Viskan. Vid avgränsningen 2023 uppfylldes inte längre kraven för småort och denna avregistrerades